# Camõesova cena

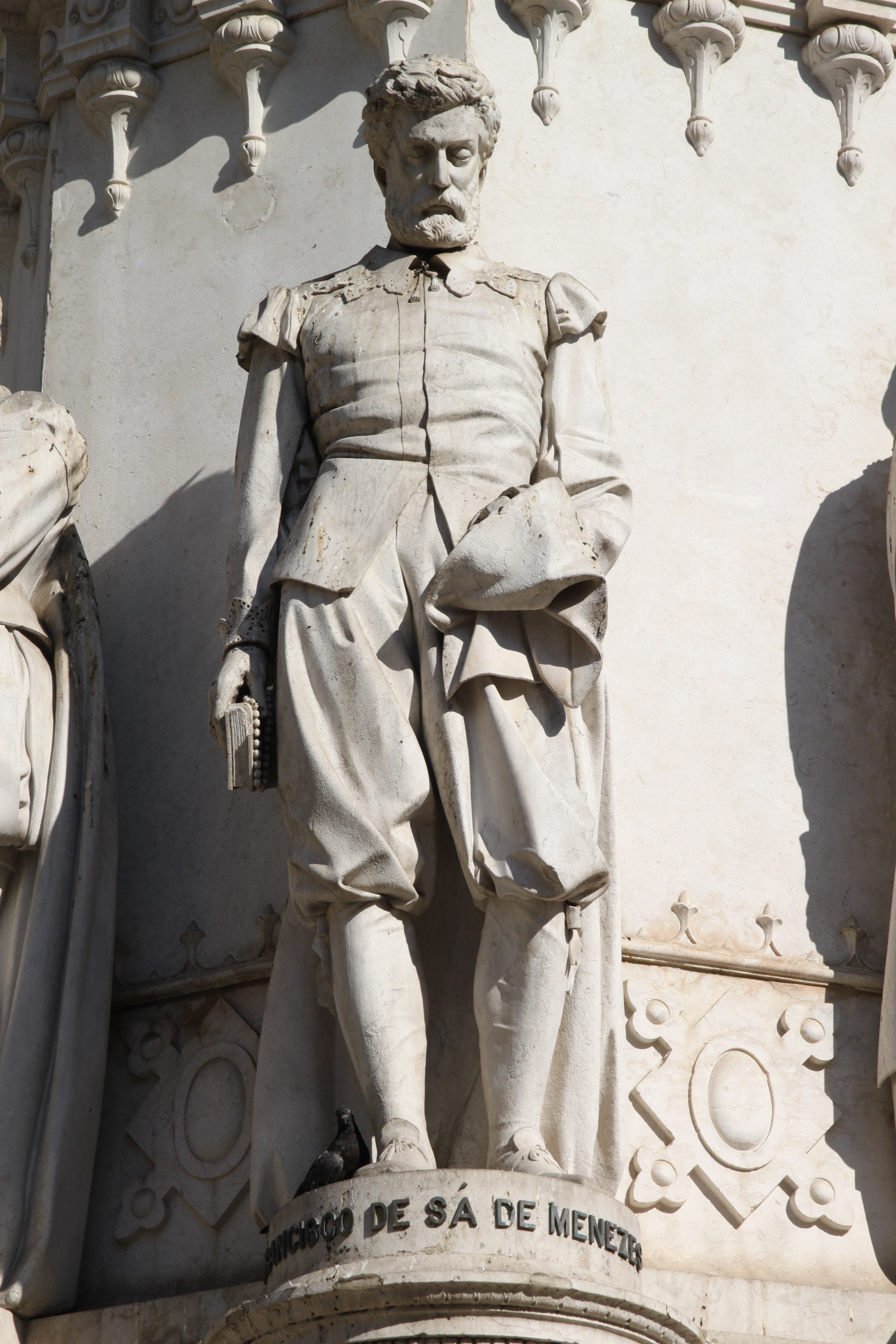
Luís de Camões

Camõesova cena (portugalsky O Prémio Camões, v brazilské portugalštině O Prêmio Camões) je nadnárodní literární ocenění, udělované již od roku 1989 portugalsky píšícím literátům, původem z lusofonního světa (tj. z Portugalska, Brazílie, Mosambiku, Angoly, či Kapverdských ostrovů). Bylo pojmenováno na počest portugalského básníka a autora Lusovců, Luíse de Camõese.

## Seznam laureátů (1989–)
| Ročník | Spisovatel/-ka                               | Země původu          |
| ------ | -------------------------------------------- | -------------------- |
| 1989   | Miguel Torga (1907–1995)                     | Portugalsko          |
| 1990   | João Cabral de Melo Neto (1920–1999)         | Brazílie             |
| 1991   | José Craveirinha (1922–2003)                 | Mosambik             |
| 1992   | Vergílio Ferreira (1916–1996)                | Portugalsko          |
| 1993   | Rachel de Queirozová (1910–2003)             | Brazílie             |
| 1994   | Jorge Amado (1912–2001)                      | Brazílie             |
| 1995   | José Saramago (1922–2010)                    | Portugalsko          |
| 1996   | Eduardo Lourenço (1923–2020)                 | Portugalsko          |
| 1997   | Arthur Pestana (1941–)                       | Angola               |
| 1998   | António Cândido de Mello e Sousa (1918–2017) | Brazílie             |
| 1999   | Sophia de Mello Breyner (1919–2004)          | Portugalsko          |
| 2000   | Autran Dourado (1926–2012)                   | Brazílie             |
| 2001   | Eugénio de Andrade (1923–2005)               | Portugalsko          |
| 2002   | Maria Velho da Costa (1938–2020)             | Portugalsko          |
| 2003   | Rubem Fonseca (1925–2020)                    | Brazílie             |
| 2004   | Agustina Bessa-Luís (1922–2019)              | Portugalsko          |
| 2005   | Lygia Fagundes Telles (1923–2022)            | Brazílie             |
| 2006   | José Luandino Vieira (1935–) Odmítnutí ceny  | Portugalsko / Angola |
| 2007   | António Lobo Antunes (1942–)                 | Portugalsko          |
| 2008   | João Ubaldo Ribeiro (1941–2014)              | Brazílie             |
| 2009   | Arménio Vieira (1941–)                       | Kapverdy             |
| 2010   | Ferreira Gullar (1930–2016)                  | Brazílie             |
| 2011   | Manuel António Pina (1943–2012)              | Portugalsko          |
| 2012   | Dalton Trevisan (1925–)                      | Brazílie             |
| 2013   | Mia Couto (1955–)                            | Mosambik             |
| 2014   | Alberto da Costa e Silva (1931–2023)         | Brazílie             |
| 2015   | Hélia Correia (1949–)                        | Portugalsko          |
| 2016   | Raduan Nassar (1935–)                        | Brazílie             |
| 2017   | Manuel Alegre (1936–)                        | Portugalsko          |
| 2018   | Germano Almeida (1945–)                      | Kapverdy             |
| 2019   | Chico Buarque (1944–)                        | Brazílie             |
| 2020   | Vítor Manuel de Aguiar e Silva (1939–)       | Portugalsko          |
| 2021   | Paulina Chizianeová (1955–)                  | Mosambik             |
| 2022   | Silviano Santiago (1936–)                    | Brazílie             |
| 2023   | João Barrento (1940–)                        | Portugalsko          |
| 2024   | Adélia Pradová (1935–)                       | Brazílie             |